# Lotononis versicolor
Lotononis versicolor är en ärtväxtart som beskrevs av George Bentham. Lotononis versicolor ingår i släktet Lotononis och familjen ärtväxter. Inga underarter finns listade i Catalogue of Life.